# Filander
Filander (Lagorchestes) – rodzaj ssaków z podrodziny kangurów (Macropodinae) w obrębie rodziny kangurowatych (Macropodidae).

## Zasięg występowania
Rodzaj obejmuje gatunki występujące w Australii i Papui-Nowej Gwinei.

## Morfologia
Długość ciała 31–50 cm, długość ogona 24,5–53 cm; masa ciała 0,8–4,8 kg.

## Systematyka
Rodzaj zdefiniował w 1841 roku angielski przyrodnik John Gould w monografii swojego autorstwa poświęconej rodzinie kangurowatych. Jako gatunek typowy Gould wyznaczył (oznaczenie monotypowe) filandra zajęczego (L. leporides).

### Etymologia
Lagorchestes (Lagocheles): gr. λαγως lagōs ‘zając’; oρχηστης orkhēstēs ‘tancerz’.

### Podział systematyczny
Do rodzaju należą następujące gatunki:
| Grafika | Gatunek                     | Autor i rok opisu | Nazwa zwyczajowa    | Podgatunki         | Rozmieszczenie geograficzne | Podstawowe wymiary                       | Status IUCN |
| ------- | --------------------------- | ----------------- | ------------------- | ------------------ | --- | ---------------------------------------- | ----------- |
|         | Lagorchestes asomatus       | Finlayson, 1943   | filander szczątkowy | gatunek monotypowy | Australia (centralna kontynentalna część Australii między Mount Farewell i jeziorem Mackay; prawdopodobnie zasięg rozciągający się na większości centralnych pustyń Australii Zachodniej i Terytorium Północnego)                | brak danych                              | EX          |
|         | Lagorchestes leporides      | Gould, 1841       | filander zajęczy    | gatunek monotypowy | Australia (znany ze śródlądowej południowo-wschodniej Australii, głównie wzdłuż rzek Murray i Darling, od granicy z Queenslandem przez środkową Nową Południową Walię do zachodniej Wiktorii i wschodniej Australii Południowej) | DC: 45–49 cm DO: 30–32 cm MC: około 3 kg | EX          |
|         | Lagorchestes hirsutus       | Gould, 1844       | filander kosmaty    | 3 podgatunki       | Australia (Australia Zachodnia (wyspy Bernier Island i Dorre Island, introdukowany na Trimouille Island); kiedyś występował na zachodniej i środkowej kontynentalnej części Australii)                                           | DC: 31–39 cm DO: 24–30 cm MC: 0,8–1,9 kg | VU          |
|         | Lagorchestes conspicillatus | Gould, 1842       | filander okularowy  | 2 podgatunki       | Australia (północna Australia Zachodnia z Wyspą Barrowa, Terytorium Północne i Queensland) oraz południowo-zachodnia Papua-Nowa Gwinea                                                                                           | DC: 39–50 cm DO: 42–53 cm MC: 2,1–4,8 kg | LC          |

Kategorie IUCN:  LC  – gatunek najmniejszej troski,  VU  – gatunek narażony,  EX  – gatunek wymarły. 